# Flohfleckfieber
Das Flohfleckfieber (Syn. Katzenflohtyphus, cat flea typhus) ist eine weltweit vorkommende Infektionskrankheit des Menschen, die durch Rickettsia felis ausgelöst wird. Sie gehört zu den Rickettsiosen. Die Übertragung erfolgt durch den Katzenfloh, aber auch der Menschenfloh, der Hundefloh, der Igelfloh und Anomiopsyllus nudata können R. felis übertragen.
Die Krankheitssymptome sind leicht- bis mittelgradig. Es treten Fieber, Abgeschlagenheit, Kopfschmerzen sowie Magen-Darm- oder Atemwegsinfektionen auf. Gelegentlich tritt an der Flohstichstelle ein Exanthem oder ein lokales Geschwür (Inokulationsgeschwür) auf. Die Diagnose wird durch serologischen Nachweis gestellt, wobei zu beachten ist, dass Kreuzreaktionen zu R. typhii und R. conorii (Erreger des Boutonneuse-Fiebers) bestehen. Zur Behandlung eignen sich Antibiotika wie Doxycyclin, Fluorchinolone und Rifampicin.
Welche epidemiologische Bedeutung Katzen haben, ist bislang nicht genau bekannt. Sie erkranken nicht, es ist bislang noch nicht einmal gelungen, den Erreger aus dem Blut von Katzen zu isolieren. Dafür lässt sich R. felis aus dem Blut von infizierten Hunden und aus Katzenflöhen isolieren. Diese dienen vermutlich als Erregerreservoir, während Katzen nur für die Aufrechterhaltung der Katzenflohpopulation eine Rolle spielen.